# Мнацаканян, Лала Бабкеновна
Ла́ла Бабке́новна Мнацаканя́н (арм. Լալա Մնացականյան; 8 октября 1957, Ереван — 22 июня 2024, Ереван) — армянская актриса, театральный педагог. Заслуженная артистка Армении (2006).

## Биография
Родилась третьей (младшей) дочерью. Мать — Элиза Амбарцумовна Гюлесерян (1922—1992), доцент сценического слова; отец — Бабкен Самсонович Мнацаканян (1923—1994), математик, кандидат физико-математических наук. Окончила школу № 78, в 1978 году с отличием — актёрский факультет Ереванского художественно-театрального института. Играла в Ереванском молодёжном экспериментальном театре, Ванадзорском театре имени Ованеса Абеляна, Государственном национальном академическом театре имени Габриэла Сундукяна, театре «Метро», Артистическом театре «Мгер Мкртчян»; в кино и на телевидении.
С 1991 года преподавала сценическую речь в Ереванском государственном институте театра и кино, профессор сценического слова. С 2004 г. — доцент, с 2008 г. — профессор по специальности «театральное искусство и киноискусство». Соавтор учебного пособия «Искусство преподавания сценической речи» — первого и единственного пособия по сценической речи на армянском языке. Муж — художник, сценограф, заслуженный артист Армении Ашот Иванович Амбарцумян (р. 1955). Дочь — Мане.
Скоропостижно скончалась 22 июня 2024 года на 67-м году жизни.

## Творчество
Сценарист и исполнитель 140 миниатюр.

### Роли в театре
Ереванский художественно-театральный институт
- 1975 «Слуга двух господ» Карло Гольдони — Смеральдина
- 1976 «Восемь любящих женщин» Робер Тома — Огюстина
- 1978 «Король-Арлекин» Рудольф Лотар — Гиза

Ереванский молодёжный экспериментальный театр
- 1979—1980 «Клоп», Владимир Маяковский — Розалия Павловна
- 1979—1980 «Баня», Владимир Маяковский — Мезальяпсова
- 1979—1980 «У Вильгельма Телля печальные глаза» Альфонсо Састре — Гертруда
- 1979 «Трёхгрошовая опера» Бертольт Брехт — Полли Пичем
- 1979—1980 «Дядя Ваня» Антон Чехов — Сонья
- 1980 «Две сестры» Армен Зурабов — Лика
- 1984 «Скамейка» Александр Гельман — Вера

Ванадзорский театр имени Ованеса Абеляна
- 1982 «Семья Бероянов» Георгий Саркисян Армине
- 1982 «Оровел» Георгий Сарксян — Анаит

Государственный национальный академический театр имени Габриэла Сундукяна
- 1983 «В поисках радости» Виктор Розов — Марина
- 1985 «12 месяцев» Самуил Маршак — Принцесса
- 1986 «Синие кони на красной траве» Михаил Шатров — Ведущий
- 1987 «Рождество в доме сеньора Купьелло» Эдуардо Де Филиппо — Нинучча
- 1989 «Спасите наши души» Анаит Агасарян — Лиза
- 1991 «Утешитель вдов» Д. Маротта и Б. Рандоне — Соррентино

театр «Метро»
- 1995 «Неблагодарные мужчины» Альдо Николаи — Эва
- 1995—1996 «Уили Тити Джиг» Анаит Агасарян — Мери
- 1997—1998 «За закрытыми дверями» Жан-Поль Сартр — Эстер

«Мгер Мкртчян» артистический театр
- 2004 «Любовная отповедь сидящему в кресле мужчине» Габриэль Гарсиа Маркес — Грасиэла
- 2009 «Филумена Мартурано» Эдуардо Де Филиппо — Филумена

Театр Ереванского государственного института театра и кино
- 2012 «Мать» Карел Чапек Мать

### Роли в телеспектаклях
- 1982—1983 «Барсег ага и другие» Акоп Паронян — Лусик
- 1983 «Храбрый Назар» Л. Мириджанян — Полицейский
- 1984 «Во имя земли и солнца» Ион Друцэ — Жанет
- 1984 «Бог нам в помощь» Джексон — Мери
- 1984 «Смотрите, кто пришёл!» Владимир Арро — Маша
- 1984 «Антон и другие» Алексей Казанцев — Варя
- 1986 «Аралез» Агаси Айвазян — Асмик
- 1989 «Закваска» Аветис Агаронян — Наргиз
- 1994 «Скамейка» Александр Гельман — Вера

### Роли в радиотеатре
- 1983: «Высота мужества» Лалаянц — Асмик
- 1983: «Жених из леса» Грачья Кочар — Анна
- 1983: «Дневник Хачагоха» Раффи — Нене
- 1984: «Незнакомка» Чаликян — Гладиатор
- 1984: «Дон Кихот» Мигель де Сервантес — Дульсинея Тобосская
- 1986—1987: «Принц и нищий» Марк Твен — Принц
- 1991: «Почти смешная история» Уильям Сароян — Суон

### Телепередачи
- 1992—1997 — Юмористические миниатюры
- 1992—1997 — «Глас Великих»

### Фильмография
- 1984 «Всадник, которого ждут» — Служанка с ребенком
- 1992 «Товарищ Панджуни» — Учительница
- 1996 «Наш Двор 1» (ТВ) — Лала
- 1997 «Наш Двор 2» (ТВ) — Лала
- 1997 «Любимые песни 1» (ТВ) — Продавщица цветов
- 1998 «Любимые песни 2» (ТВ) — Владелица кафе
- 2005 «Наш Двор 3» (ТВ) — Лала
- 2021 «Наш Двор 25 лет спустя» (ТВ) — Лала

### Постановки
Спектакли
- 2000 «Сказки» Ованес Туманян
- 2001 «Прометей Прикованный» по мотивам трагедии Эсхила
- 2002 «Музыкальный фарс» Лала Мнацаканян
- 2007 «Забавные миниатюры» Акоп Паронян
- 2012 «Мать» Карел Чапек

Авторские телевизионные программы
- 1997 «И не говори» юмористическая программа
- 1998—2001 «Что новенького?» юмористическая музыкальная программа
- 2002—2003 «Лала & Арут» юмористическая программа
- 2004—2007 «Продолжение следует» авторские многосерийные миниатюры (88 фильмов)

Ералаш «Гжук»
- 2008 «Ни ложь, ни правда»
- 2008 «Мастер и Маргарита»
- 2009 «Скрытый талант»
- 2010 «Футбол»
- 2011 «Подарок»

Национальный киноцентр Армении

## Награды и признание
- первая премия республиканского конкурса чтецов (1977)
- Всесоюзный конкурс мастеров художественного слова имени Яхонтова (1978)
- приз «За артистизм» Международного фестиваля моноспектаклей «Арммоно2» (2004) — за роль в моноспектакле «Любовная отповедь сидящему в кресле мужчине», или «Счастливый брак, похожий на ад…» по пьесе Габриэля Гарсиа Маркеса
- приз «За лучшую женскую роль» и «Приз зрительских симпатий» Киевского Международного фестиваля моноспектаклей «Видлуння» (2005) — за роль в моноспектакле «Любовная отповедь сидящему в кресле мужчине», или «Счастливый брак, похожий на ад…» по пьесе Габриэля Гарсиа Маркеса
- Заслуженная артистка Армении (2006)
- «Приз зрительских симпатий» Международного театрального фестиваля «Белая вежа» (Брест, 2012) — спектаклю «Мать» по пьесе Карела Чапека